# ミミウイルス
ミミウイルス (Acanthamoeba polyphaga mimivirus) は、1992年にアカントアメーバの中で発見されたウイルスである。2011年10月中旬にチリでメガウイルス・キレンシス (Megavirus chilensis) が発見されるまではウイルスの中で最も大きなものとされていた。
本種のみでミミウイルス属を構成する。上位のミミウイルス科には複数の種が発見されており、近縁の種にママウイルス (Mamavirus) が存在する。グラム陽性菌に「化けて (mimick)」いたという意味で命名された。

## 概要
ミミウイルスは、直径がおよそ750nmあり、20面体のカプシド内に脂質二重膜で覆われたDNAがあり、このカプシドを毛状構造が覆う形状を持つ 。
また、ゲノムサイズはおよそ120万塩基対、遺伝子数は980あり、巨大核質DNAウイルスの一つに数えられる。

## 発見
1992年、イングランドのウェスト・ヨークシャー州ブラッドフォードにある病院の冷却水から、肺炎の原因菌を調査中に発見された。この時は、ブラッドフォード球菌と名付けられたが、その後の調査によりリボソームRNAを持たないことが判明、2003年にサイエンス誌に発表された論文において、ミミウイルス（Mimivirus）と名付けられた 。